# Lohner-Porsche

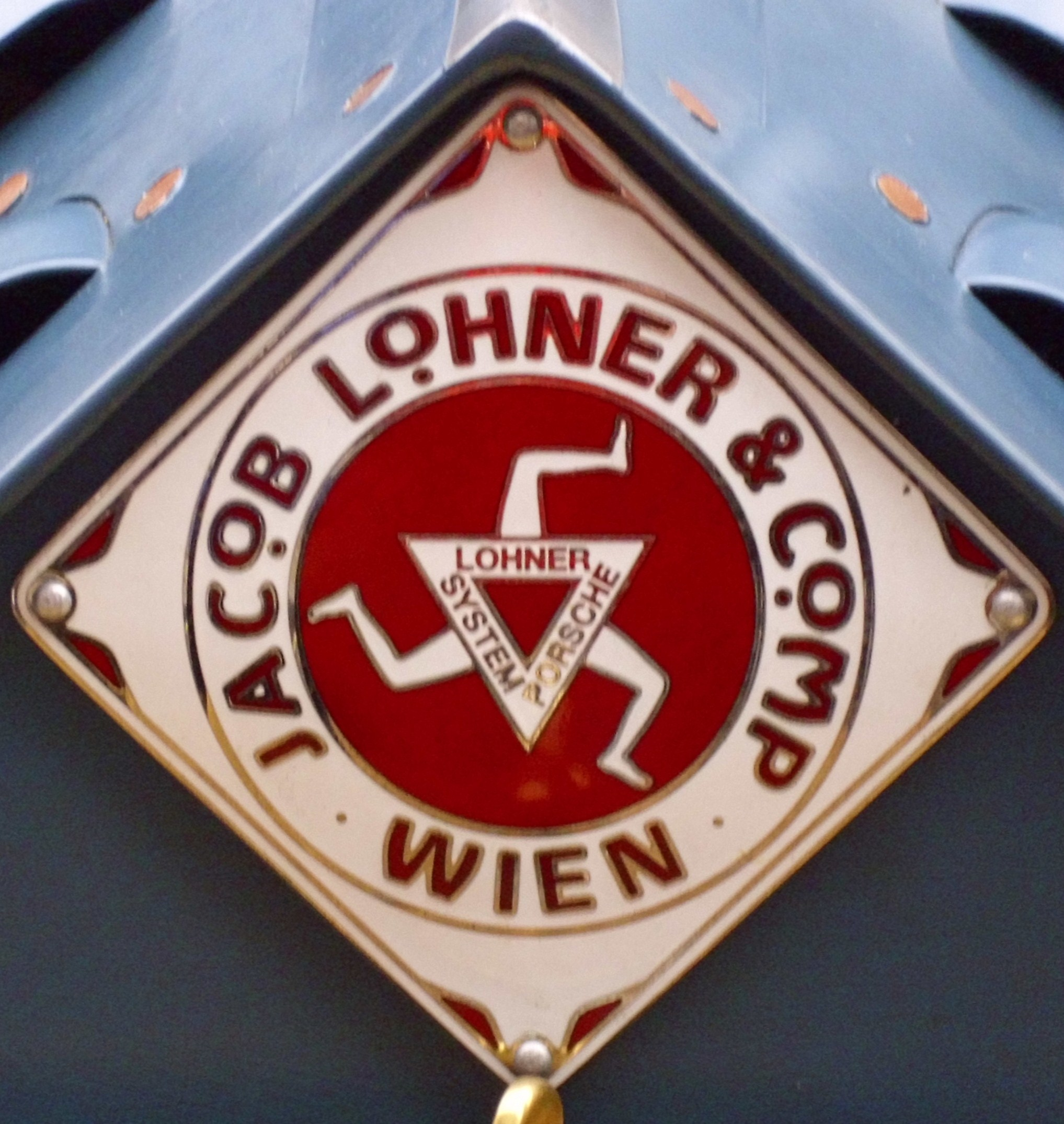
Емблема Lohner-Porsche

Lohner-Porsche (укр. Лонер-Порше) — серія автомобілів з електроприводом, що були розроблені Фердинандом Порше і виготовлені австрійською карето- і вагонобудівною фабрикою Jacob Lohner & Co., Wien. У ході модернізації даної серії було виготовлено перші у світі автомобілі: без трансмісії, передньопривідний, приводом на 4 колеса, гібридний.

## Історія
Людвіг Лонер 1887 перейняв управління у родинному підприємстві «Jacob Lohner & Co., Wien», офіційному постачальнику карет для імператора Франца Йосифа І, що виготовляло екіпажі для королівських дворів Норвегії, Швеції, Румунії. У Берліні на установчих зборах Центральноєвропейського Автомобільного Клубу (нім. Mitteleuropäischen Motorwagen-Vereins) його обрали до Ради Клубу. Лонер вирішив зайнятись виробництвом автомашин, уклавши 1898 угоду про співпрацю з 23-річним Фердинандом Порше. Результатом співпраці стали електромобілі «System Lohner-Porsche» з переднім приводом, приводом на 4 колеса, гібридним бензиново-електричним приводом. Співпраця завершилась 1906 через суперечки відносно розподілу коштів згідно отриманих патентів і високу вартість машин.

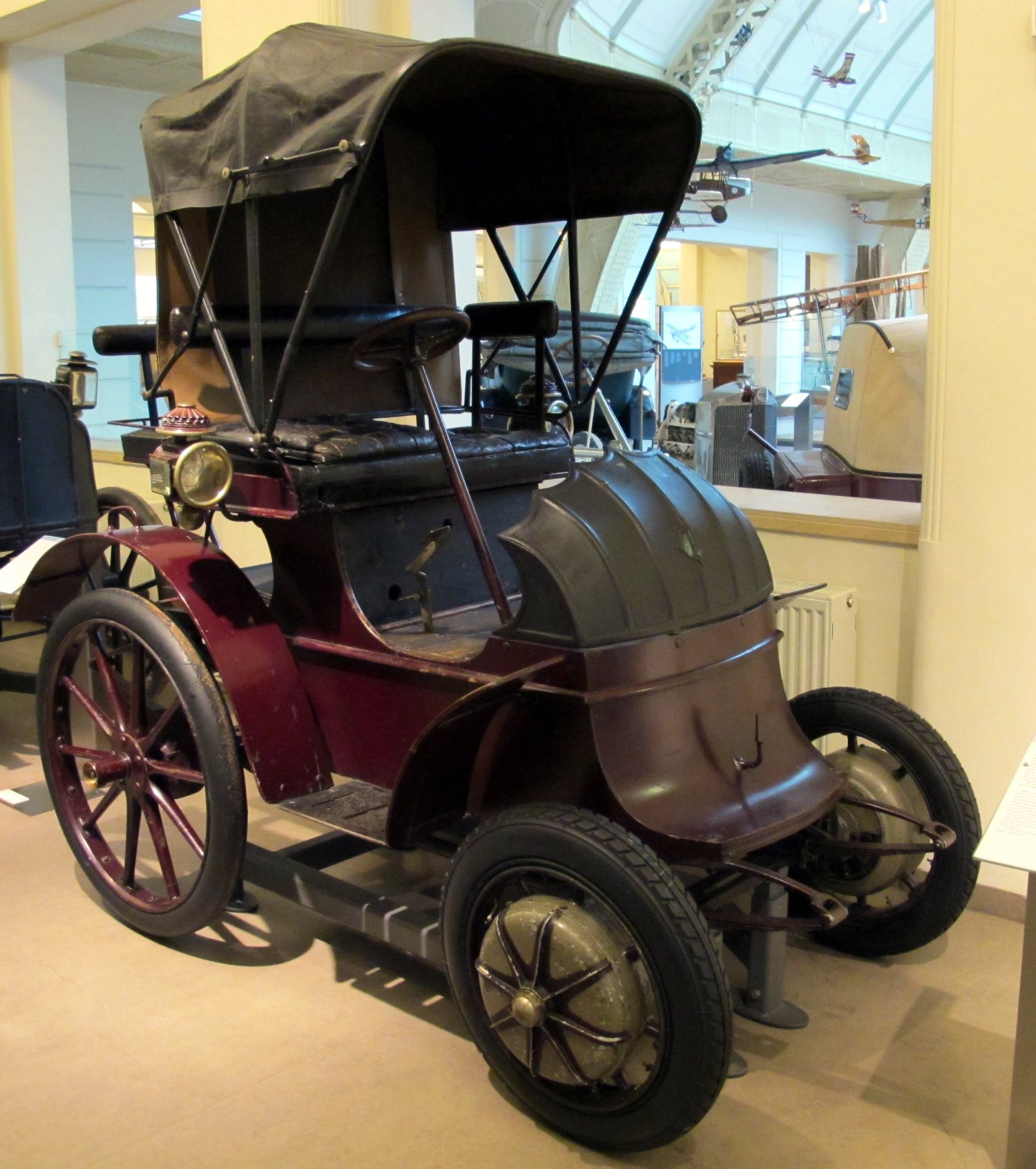
Lohner-Porsche. 1900

Компанія Лонер продала патенти Oesterreichische Daimler-Motoren-Gesellschaft та продовжила виготовлення автомобілів, автобусів з бензиновими моторами. Фердинанд Порше завдяки розробці отримав репутацію здібного конструктора і винахідника, що дозволило йому перейти до компанії Austro-Daimler і зайняти там посади головного інженера і технічного директора. Репліку моделі «Semper Vivus» виготовили 2011 і презентували на Женевському автосалоні. Також репліки розміщено у експозиції Музею Порше у Штутгарті.

### Використання

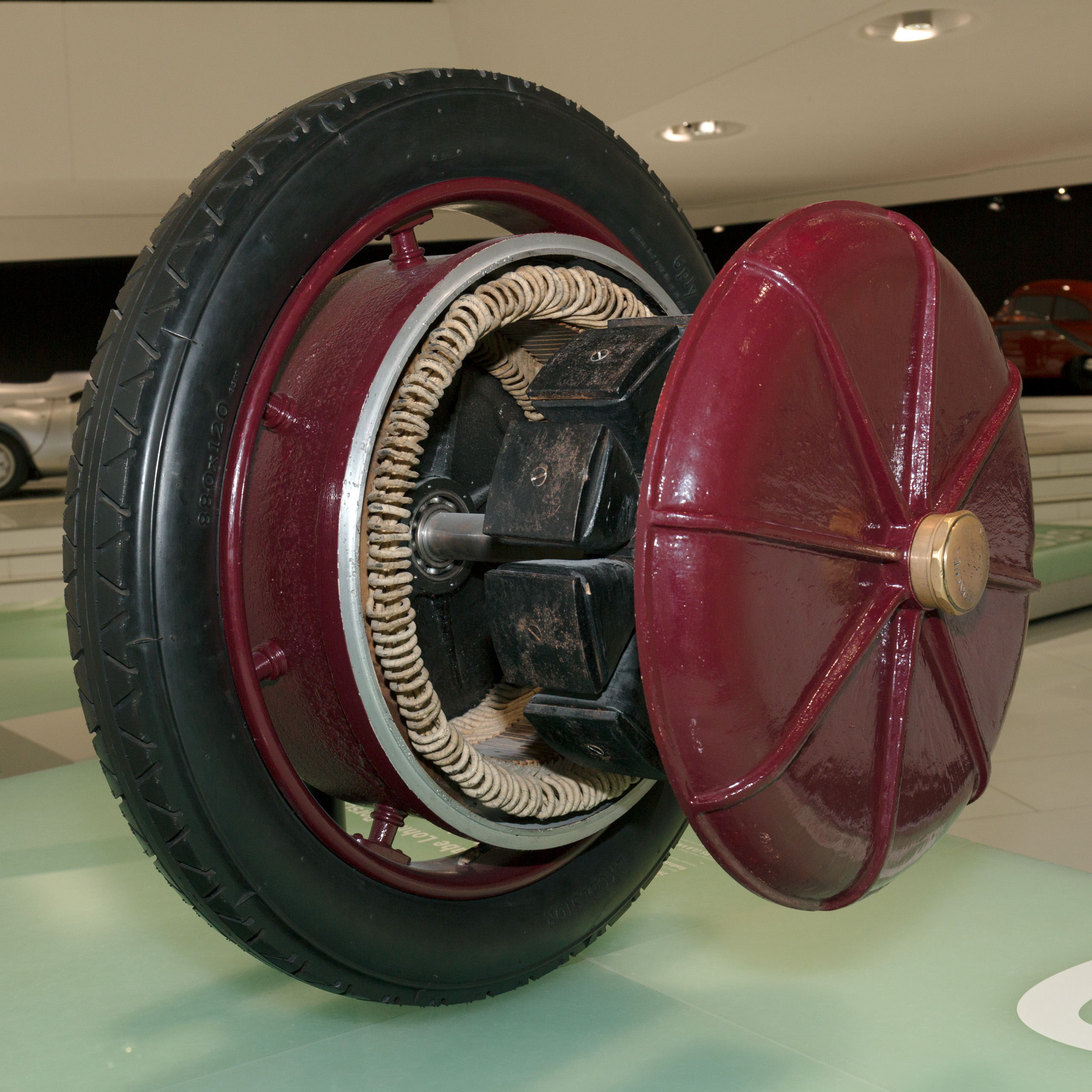
Мотор-колесо Лонер-Порше. Музей Порше

Загалом виготовили близько 300 машин системи Lohner-Porsche усіх модифікацій. У пожежній охороні Відня налічувалось таких 40 машин. У Берліні авто Lohner-Porsche використовували як таксі. Авто даної системи коштували 10.000-35.000 крон, що перевищувало вартість аналогічних машин з моторами внутрішнього згорання. Найвідомішими власниками авто Lohner-Porsche були підприємець Юліус Майнл І, що тоді займав провідні позиції у торгівлі кавою, маркграф Сандор Паллавічіні з впливового австро-італійського роду, політик князь Егон ІІ цу Фюрстенберг, підприємець, виробник шоколаду Людвіг Штоллверк, барон Натан Ротшильд.

## Джерела

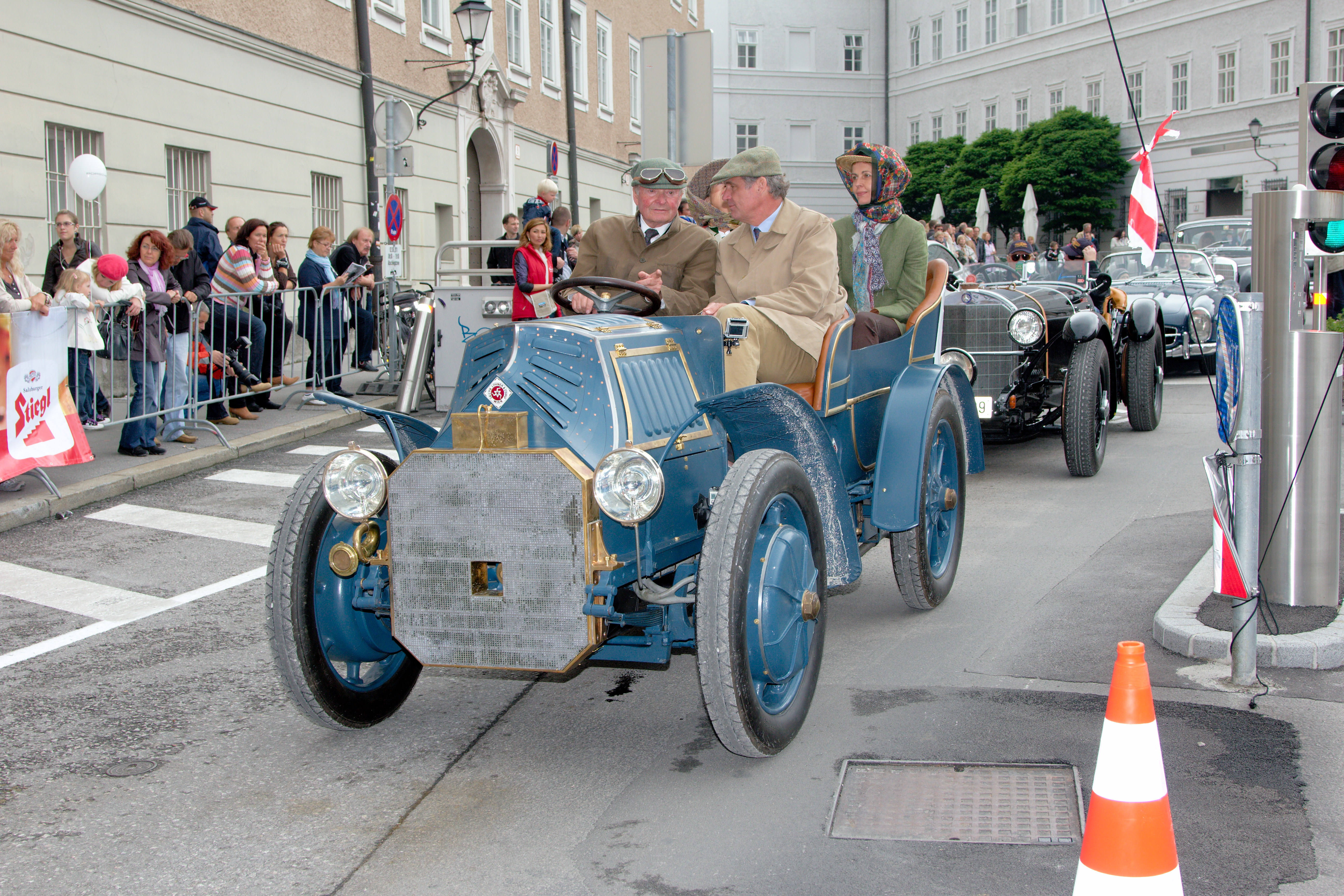
Лонер-Порше. 2011

## Передньопривідний електромобіль
На Паризькому автосалоні 14 квітня 1900 було презентовано 'електромобіль Semper Vivus (укр. Завжди живий), як технічну новинку. Фердинанд Порше встановив удосконалені два передні електричні мотор-колеса, розроблені ним у віденській електротехнічній компанії Бели Еггера Vereinigte Elektrizitäts-AG і запатентовані 1896. На нову конструкцію ведучого колеса з електродвигуном отримали австрійський патент Nr. 19645, британський Nr. 18099. У колесі було об'єднано електричний мотор, силову передачу і гальмівну систему, що в принципі позбавляло автомобіль необхідності використовувати трансмісію. Живлення коліс здійснювалось від свинцевих акумуляторних батарей з 44 комірками і напругою 80 В, працездатністю до 3 годин, вага яких становила понад 450 кг. Через це електромобіль мав невелику швидкість при підйомі на пагорб, дальність ходу 50 км при максимальній швидкості до 50 км/год.

## Повнопривідний автомобіль

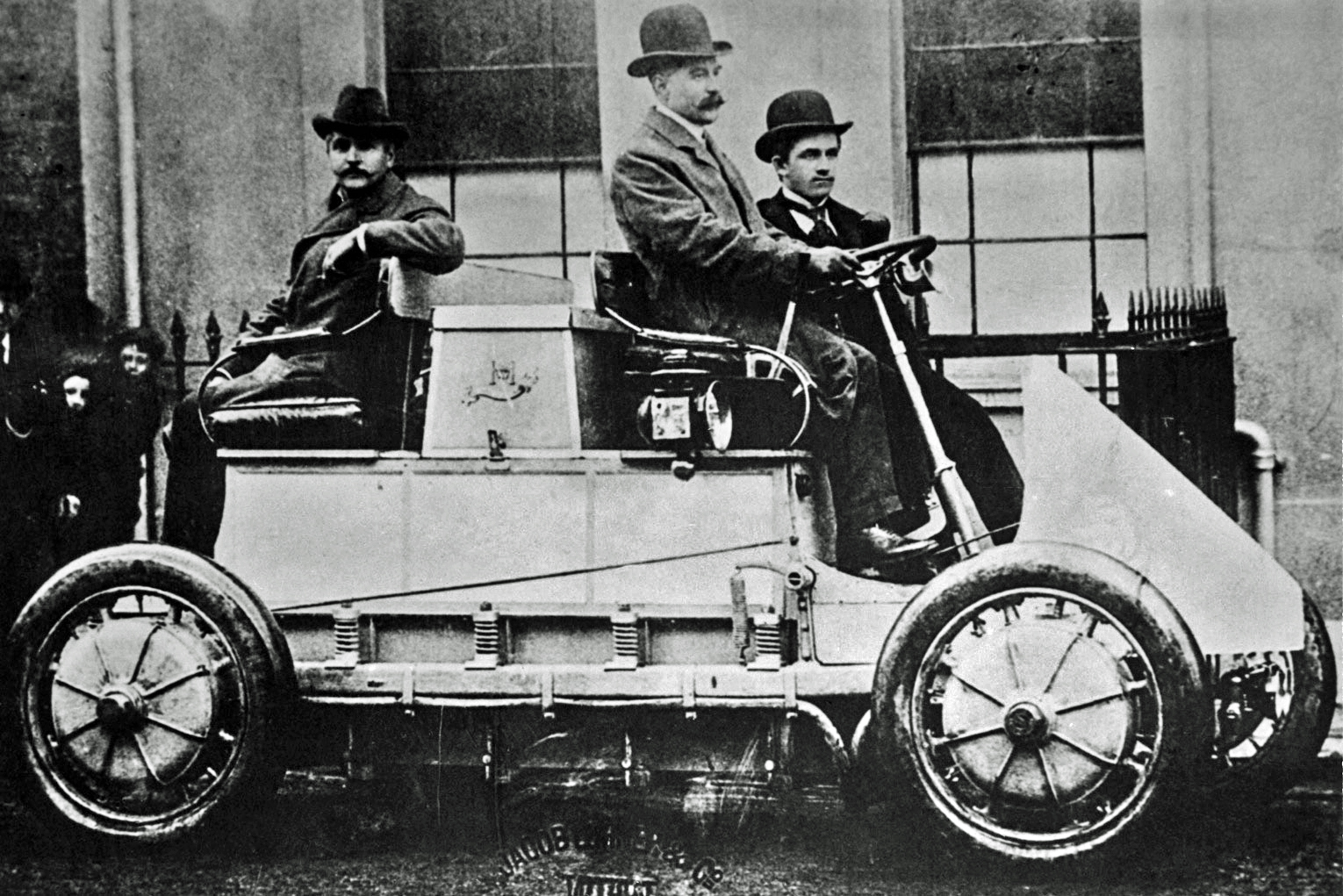
Повнопривідний Lohner-Porsche

Для британського гонщика Е. В. Харда у вересні 1900 було виготовлено автомобіль для перегонів і встановлення рекордів. На ньому встановили чотири мотор-колеса, що робило машину першим повнопривідним автомобілем світу. Для забезпечення живлення вагу акумуляторів збільшили до 1800 кг. Коефіцієнт корисної дії електромотора виносив до 83% при тодішніх коефіцієнтах бензинових моторів 10—55%. Машина розвивала швидкість до 60 км/год.

## Гібридний автомобіль

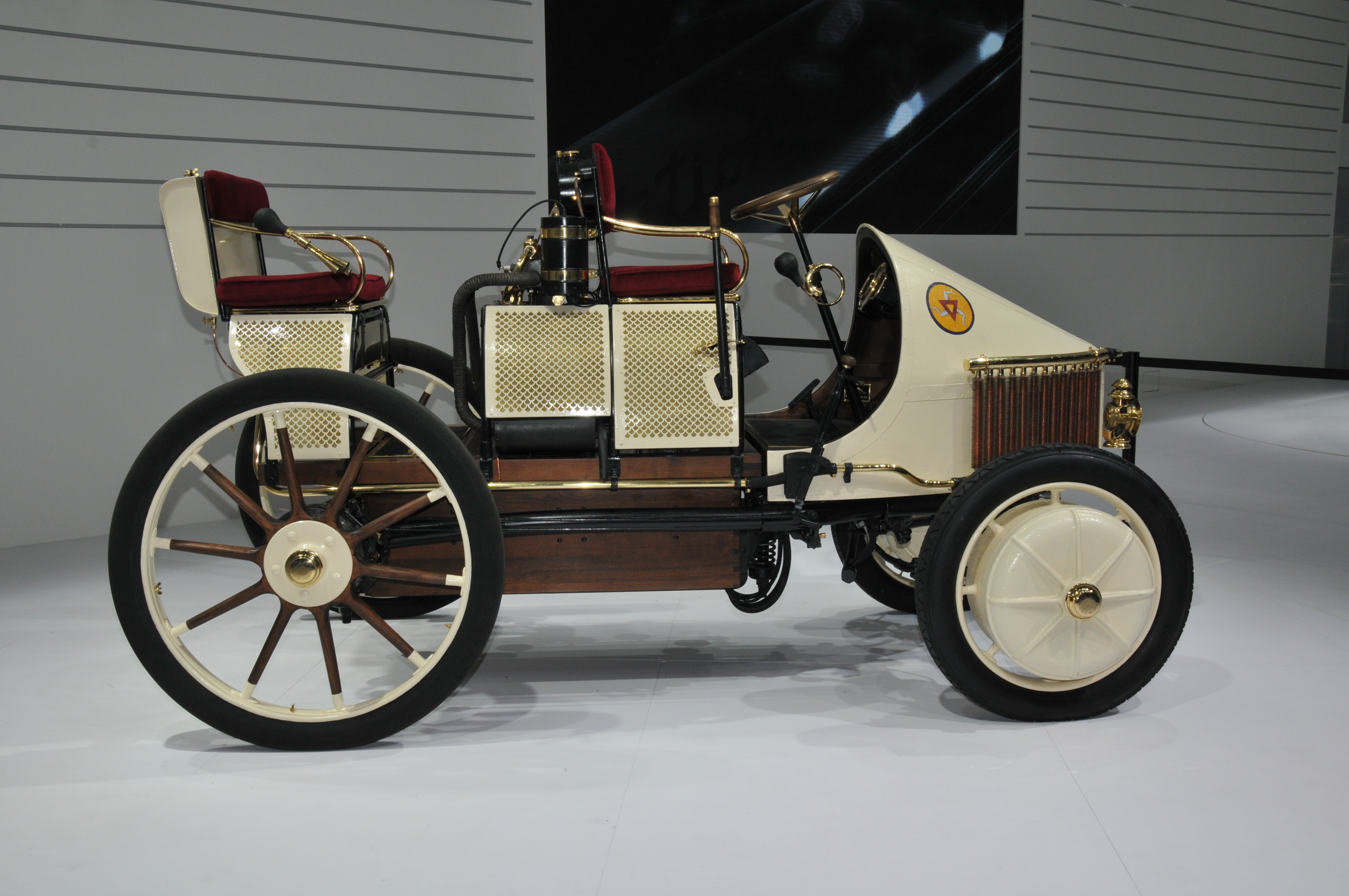
Повнопривідний Lohner Porsche Semper Vivus Replica. Репліка

Порше вирішив вдосконалити конструкцію, зменшивши її вагу. На шасі було встановлено 4-циліндровий мотор внутрішнього згорання Daimler-Motoren-Gesellschaft, що приводив у дію генератор. Той заряджав акумулятор, чия вага була значно зменшена. Від акумулятора отримували живлення передні мотор-колеса. При зупинці мотора акумулятор дозволяв продовжити рух, що відповідає сьогоднішній концепції гібридних автомашин. Вага конструкції становила близько 1800 кг. Модель виготовили 1902 під назвою System Lohner-Porsche Mixtewagen Semper Vivus. Порше називав її «Aunt Eulalia» (Тітка Еулалія). Модель розвивала швидкість 56 км/год, що було рекордом Австро-Угорщини. Згодом схожий принцип роботи Порше використовував при проектуванні військових автопоїздів періоду Першої світової війни — автопоїздів А-Zug, B-Zug, С-Zug. Дітей Фердинанда Порше водій возив до школи на електромобілі.